# Elandsbaai
Elandsbaai è una località sudafricana situata nella municipalità distrettuale di West Coast nella provincia del Capo Occidentale.

## Geografia fisica
Il piccolo centro abitato è affacciato sull'oceano Atlantico a circa metà strada tra le cittadine di Velddrif e Lambertsbaai a circa 180 chilometri a nord di Città del Capo. La località è specialmente nota fra i surfisti e per essere il sito di numerose caverne molte delle quali con antiche pitture rupestri.

## Galleria d'immagini

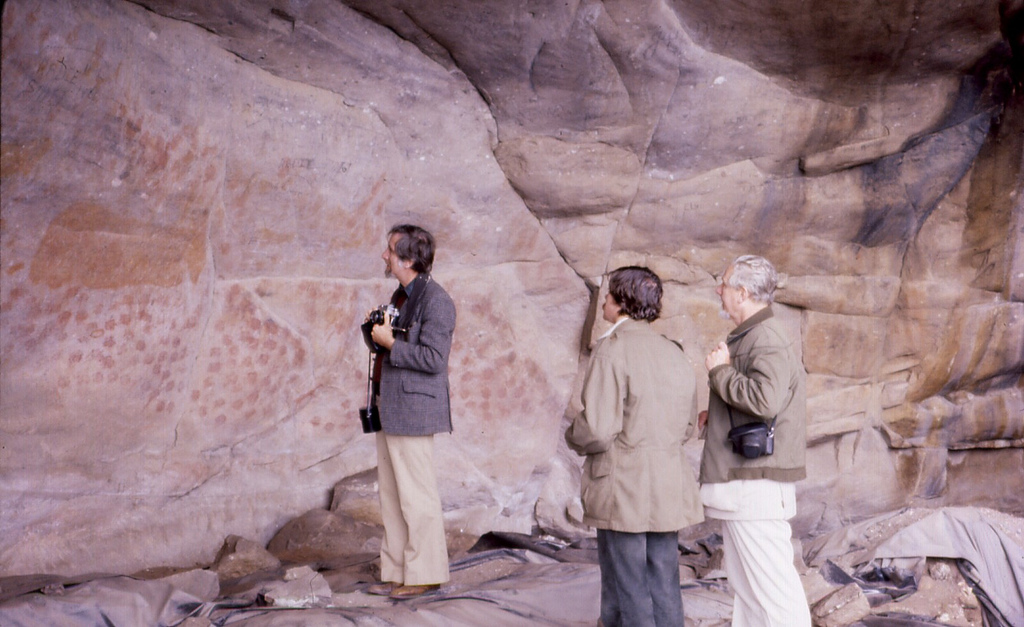
Pitture rupestri in una grotta a Elandsbaai